# Mélanie Calvat
Melanie Calvat (7 de noviembre de 1831, Corps, Isère-14 de diciembre de 1904, Altamura, Italia) fue una joven pastorcita que relató haber sido testigo, junto con el joven Maximin Giraud, de la aparición de la Santísima Virgen de La Salette en Isère el 19 de septiembre de 1846.

## Biografía

### Infancia
Mélanie Calvat (fue registrada en el registro civil como Mélanie Mathieu y también en el registro de bautismos) nació en Corps in Isère. Fue la cuarta de diez hijos. Su padre Pierre Calvat fue cantero y aserrador. Para alimentar a su numerosa familia, incluida su esposa Julie Barnaud, no dudaba en aceptar cualquier trabajo que pudiera encontrar. La pobreza de la familia era tal que los niños pequeños a veces eran enviados a la calle para mendigar.
Desde muy pequeña, Mélanie era contratada por sus vecinos para cuidar sus vacas desde la primavera hasta el otoño de 1846. Trabajó para Jean-Baptiste en Ablandins, una de las aldeas de La Salette. El tener una vida así, lejos de su familia, la convirtió en una niña retraída, tímida, taciturna y siempre en guardia. Solo hablaba el dialecto regional de La Salette, el occitano. Como no asistió a la escuela no recibió instrucción religiosa, y no sabía leer ni escribir.

### Aparición
Su vida cambió cuando tenía 15 años (el sábado 19 de septiembre de 1846), en la vísperas de la fiesta de Nuestra Señora de los Dolores. Según el propio relato de Mélanie, justo un día antes de la aparición, el viernes 18 de septiembre de 1846, estaba sola como siempre cuidando del ganado de su amo. Y alrededor de las once de la mañana vio a un niño de 11 años que se aproximaba hacía ella. Estas fueron las palabras de Mélanie respecto a ese día:
Por un momento tuve miedo, pues me parecía que todos debían saber que yo evitaba todo tipo de compañía. El niño se acercó y me dijo:  "Eh, niña, voy a ir contigo, soy de Corps". A estas palabras mi malicia natural se mostró y le dije: "No quiero a nadie a mi alrededor. Quiero estar sola". Pero él, siguiéndome, dijo: "Mi amo me envió aquí para que cuidara el ganado contigo. Vengo de Corps". Me separé molesta de él, dándole a entender que no quería a nadie a mi alrededor. Cuando estaba ya a cierta distancia me senté en la hierba. Usualmente de esta forma hablaba a las florecitas o al Buen Dios. Al cabo de un momento, ya estaba sentado detrás de mí Maximino; y directamente me dijo: "Déjame estar contigo, me portaré muy bien". Aun en contra de mi voluntad y sintiendo un poco de lástima por Maximino, le permití quedarse. Al oír la campana de la Salette para el Angelus, le indiqué que elevara su alma a Dios. Se quitó el sombrero y se mantuvo en silencio por un momento. Luego comimos y jugamos juntos. Cuando cayó la tarde bajamos la montaña y prometimos regresar al día siguiente para llevar al ganado nuevamente.
Al día siguiente (sábado 19 de septiembre de 1846), ella cuidaba el rebaño junto con Maximin Giraud, y después de un rato decidieron tomar su almuerzo. Como era un día muy caluroso, se sentaron a la sombra. Después de un rato durmieron una siesta. Al despertar, Melanie se dio cuenta de que el rebaño no estaba. Entonces fueron rápidamente a buscar al ganado; lo encontraron pastando plácidamente en los alrededores. De repente vieron aparecer en una luz resplandeciente a una "bella dama" que estaba sentada en una enorme piedra. Tenía el rostro entre sus manos y lloraba amargamente. Melanie y Maximino estaban atemorizados, pero la Señora, poniéndose lentamente de pie y cruzando suavemente sus brazos, les llamó hacia ella y les dijo que no tuvieran miedo. Agregó que tenía grandes e importantes noticias que comunicarles. Sus suaves y dulces palabras hicieron que los jóvenes se acercaran apresuradamente. Mélanie cuenta que su corazón deseaba en ese momento adherirse al de la bella Señora. La Santísima Virgen de La Salette les envió un mensaje  a los niños para que se lo dieran a todos, recibiendo un mensaje diferente cada uno de ellos, en un mensaje personal. Ya por la tarde Mélanie informó a sus amos de lo ocurrido. A la viuda Pra (viuda conocida como Caron) le dijeron que habían visto a la Virgen María; ella les instó a los niños a contar todo al cura de La Salette, lo cual hicieron al día siguiente por la mañana (domingo 20 de septiembre de 1846). El cura lloró de emoción y tomó nota; y, llorando, habló del hecho en su sermón en la iglesia Notre-Dame.
La Virgen les dijo a los pastorcitos entre otras cosas lo siguiente:
"Que la mano de su Hijo era tan fuerte y pesada que ya no podría sostenerla, a menos que la gente hiciera penitencia y obedeciera las leyes de Dios. Si no, tendrían mucho que sufrir. "La gente no observa el Día del Señor, continúan trabajando sin parar los Domingos. Tan solo unas mujeres mayores van a Misa en el verano. Y en el invierno cuando no tienen más que hacer van a la iglesia para burlarse de la religión. El tiempo de Cuaresma es ignorado. Los hombres no pueden jurar sin tomar el Nombre de Dios en vano. La desobediencia y el pasar por alto los mandamientos de Dios son las cosas que hacen que la mano de mi Hijo sea más pesada".
Ella continuó conversando y les predijo una terrible hambruna y escasez. Dijo que la cosecha de patatas se había echado a perder por esas mismas razones el año anterior. Cuando los hombres encontraron las patatas podridas, juraron y blasfemaron contra el nombre de Dios aún más. Les dijo que ese mismo año la cosecha volvería a echarse a perder y que el maíz y el trigo se volverían polvo al golpearlo, las nueces se estropearían, las uvas se pudrirían. Después, la Señora comunica a cada joven un secreto que no debían revelar a nadie, excepto al Santo Padre, en una petición especial que el mismo les haría."
El obispo de Grenoble, Monseñor Philibert Bruillard nombra a varios comités para examinar los hechos, los primeros se creó en 1846 diciembre, un compuesto de profesores del seminario mayor de Grenoble y los titulares de otros cánones. Esta comisión concluye que es necesario un examen adicional antes de emitir un juicio. De julio a septiembre de 1847 se llevó a cabo una nueva investigación dirigida por dos miembros de la comisión: Chanoine Orcel, superior del seminario mayor, y Canon Rousselot.
Una conferencia sobre el tema se lleva a cabo en la residencia del obispo en noviembre-diciembre de 1847. Dieciséis miembros (los vicarios generales de la diócesis, los sacerdotes de la parroquia de Grenoble y los canónigos titulares) se reúnen en presencia del obispo. La mayoría concluye con la autenticidad de la aparición, después de examinar el informe de Rousselot y Orcel. Además, el obispo de Sens ha examinado con mucho cuidado tres curas atribuidas a Nuestra Señora de La Salette, que ocurrió en la ciudad de Avallon. El ordinario del lugar, Monseñor Mellon Jolly, reconoce el 4 de mayo de 1849, como milagrosa, uno de los tres curaciones que ocurrieron 21 de noviembre de 1847.
Desde 1847 Monseñor Bruillard está tan convencido de la realidad de la aparición. Al año siguiente, autoriza la publicación del informe Rousselot, que confirma la realidad de la aparición. En su carta de aprobación, impresa en forma de prefacio, el Obispo de Grenoble declara que comparte la opinión de la mayoría del comité que adoptó las conclusiones del informe.
Sin embargo, el Cardenal Bonald, arzobispo de Lyon cuyo obispado de Grenoble es sufragáneo , sospecha de un engaño. El Cardenal exige que los niños le confíen su secreto, afirmando que tiene un mandato del Papa. Los niños finalmente acceden a esta solicitud. Mélanie, sin embargo, exige que su texto sea llevado directamente al sumo pontífice. Es bajo esta condición que el obispo de Grenoble envía dos representantes a Roma. El texto de los dos secretos privados se transmite al Papa Pío IX el 18 de julio de 1851.
Parece que el procedimiento fue favorable, ya que la decisión de Monseñor Bruillard, modificado de acuerdo con los comentarios del Cardenal Lambruschini, prefecto de la Sagrada Congregación de Ritos en Roma, firmada el 18 de septiembre de 1851 y publicado el 10 de noviembre de 1851. En este documento, el obispo de Grenoble promulga este juicio:

Juzgamos que la aparición de la Santísima Virgen a los dos pastores, el 19 de septiembre de 1846 [...] en la parroquia de La Salette [...] conlleva todas las características de la verdad y que los fieles tienen razones para creerla innegable y cierta.

Los motivos de la decisión, que se basan en el trabajo de Rousselot y el de la Comisión de 1847, son: la imposibilidad de explicar de manera humana los eventos, los milagros y las curaciones, los frutos espirituales de la aparición (en particular, conversiones) y, finalmente, las legítimas expectativas y deseos de un gran número de sacerdotes y fieles.
Más tarde, el 16 de noviembre de 1851, el obispo de Grenoble emitió una declaración de que la misión de los pastorcitos había terminado y que el asunto estaba ahora en manos de la Iglesia. El obispo especifica que la aprobación de la Iglesia se refería solo a la revelación original de 1846 y no a las contribuciones posteriores.
La Salette inmediatamente despierta gran fervor en la sociedad francesa, también provoca discusiones ardientes. Los pequeños visionarios se sienten perturbados por los interrogatorios incesantes, las amenazas, a veces violentas, por parte de los opositores políticos y eclesiásticos, y también los ataques del fervor. Mélanie es especialmente venerada como santa, como Santa Bernadette Soubirous algún tiempo después. Todo esto socava el equilibrio de los dos visionarios. Mélanie  tendrá dificultades para vivir una vida religiosa equilibrada y Maximin, una vez ingresado en el seminario que abandona pronto, también tendrá dificultades para llevar una vida normal.

### La vida como religiosa
Después de la aparición, en 1846 ,  Mélanie fue internada en el convento de las Hermanas de la Providencia en Corenc, cerca de Grenoble , donde se llevó a cabo una investigación sobre la aparición.
A los veinte años, ella entra en el convento como religiosa. En 1850 se convirtió en postulante de la orden y en octubre de 1851 tomó el velo con el nombre de Sor María de la Croix. Durante su estancia en Corenc, se dice que solía sentarse en medio de oyentes cautivados y contarles historias de su infancia.
En mayo de 1853 Monseñor Bruillard renunció (murió en 1860) y al comienzo de 1854, su sucesor Monseñor Ginoulhiac le niega a Mélanie permiso de seguir trabajando, sin pensar suficientemente en los ya avanzados. Mélanie protesta que la verdadera razón de esta negativa fue que el obispo busca ganar el favor de Napoleón III.
Como resultado de esta negativa, a Mélanie se le permite oficialmente ir a un convento dirigido por las Hermanas de la Caridad. Esta orden está dedicada al trabajo arduo para ayudar a los pobres, y Mélanie entra en contacto con el sentido común, lo que la cambia de adulación o adulación. Ella continúa hablando sobre las apariciones y el complot masónico para destruir la Francia católica. Después de tres semanas, sin embargo, regresa a Corps para continuar su educación.
Napoleón III en el poder, los republicanos están agitados y los realistas están trabajando para restaurar un rey católico. La controversia política domina a Francia, y la Iglesia se esfuerza por permanecer neutral. Mélanie por lo tanto, causa dificultades en su jerarquía, continúa repitiendo las palabras de la Virgen María y denunciando la masonería. El obispo, consciente de las simpatías apasionadas y abiertamente realistas de Mélanie se preocupa de que se involucre en la política y, por lo tanto, implique la devoción de Nuestra Señora de La Salette.
Mélanie acepta la sugerencia de Monseñor Newsham Obispo de Darlington, quien lo visita en Corenc, llegando a Carmel Darlington en Inglaterra, donde llegó en 1855 . Subrayada así a las controversias políticas francesas, para gran alegría del obispo, pronunció votos temporales en 1856.
En 1858, Mélanie escribió nuevamente al Papa para transmitirle la parte del secreto que ella estaba autorizada a revelar ese año. Durante su estancia en Darlington, habla de toda una serie de sucesos extraños y milagros. El obispo Monseñor  Hogarth le prohíbe hablar en público de estas profecías. Ella no pronuncia el voto final. " Cuando ella quiere salir e intentamos abrazarla, arroja cartas sobre el muro de la cerca para que la gente sepa que la secuestran". Deseando evitar cualquier escándalo, el obispo Hogarth la acompañó a Marsella. ".
En 1860, el Santo Padre la liberó de su promesa de permanecer enclaustrada en el Carmelo, para que pudiera continuar cumpliendo su misión, y regresó al continente.
Luego ingresa a la Congregación de las Hermanas de la Compasión en Marsella bajo el nombre de Hermana Zenaida. Una de las hermanas, Marie, está designada para ser su compañera. Se quedan en el convento de Cefalonia, Grecia, donde ambos salieron para abrir un orfanato, luego se quedan por un tiempo en la Carmelita de Marsella. Mélanie regresa a las Hermanas de la Compasión, donde, en octubre de 1864, es admitida como novicia, siempre que no revele su identidad. Pero pronto es reconocida y cazada por desobediencia.
A principios de 1867, se fue con su compañera. Y, después de una breve estancia en el Cuerpo y La Salette, se establecieron en Castellammare , cerca de Nápoles , donde el obispo local Monseñor Petagna sus bienvenidas. Mélanie reside allí durante diecisiete años, escribiendo su secreto que incluía el gobierno de una futura fundación religiosa.

### Controversia
Mientras tanto, bajo los auspicios del obispo de Grenoble, se crearon órdenes religiosas en La Salette para cuidar a los peregrinos y difundir el mensaje de la visión. Mélanie hace saber que la aparición la había autorizado a dar a estas órdenes sus nombres, sus reglas y sus hábitos. El de los hombres debe llamarse la Orden de los Apóstoles de los últimos días, el de las mujeres, la Orden de la Madre de Dios. Cuando el obispo se negó a cumplir con sus demandas, ella apeló al Papa León XIII, quien le concedió una audiencia privada el 3 de diciembre de 1878.
Mientras tanto, alrededor de 1873, Mélanie escribió nuevamente su mensaje personal, con el sello del cardenal Sisto Riario Sforza , arzobispo de Nápoles y con la aprobación de Pío IX. El mensaje es lanzado oficialmente por la misma Mélanie Calvat el 15 de noviembre de 1879, bajo el título de la aparición de la Virgen en la montaña de La Salette , y recibe el visto bueno de Monseñor Salvatore Luigi Zola, obispo de Lecce cerca de Nápoles, que en su diócesis protegió a Mélanie y la ayudó.
Desde el principio, el mensaje de 1873 es explotado por anticlericales y masones franceses para atacar a los católicos en el país. La confusión resultante alcanza el prestigio de La Salette, relegada al rango de lugar menor de peregrinación católica en medio sueño.
Como resultado de esta publicación, comienza una disputa histórica sobre lo que era parte del secreto y lo que se le agregó, que continúa hasta hoy.
En 1880, el obispo de Troyes denunció ante el Santo Oficio el libro que recibió el imprimátur en Lecce y, a su vez, el cardenal Prospero Caterini, secretario de esta congregación, le respondió públicamente, así como al obispo de Castellamare. y a otros miembros de la jerarquía que:

El Santo Oficio está insatisfecho con la publicación de este libro. Su deseo expreso es que cada copia que se ha puesto en circulación debe, en la medida de lo posible, retirarse de las manos de los fieles.

Posteriormente, el Vaticano pone este libro en el Índice .
Mélanie se mudó a Cannes, luego a Chalon-sur-Saône , buscando crear una comunidad con el patrocinio del Canon de Brandt Amiens. Ella tiene una disputa con Monseñor Perraud , el obispo de Autun sobre un legado que se le dio para ayudar a la fundación.
En 1892, después de los vanos esfuerzos por establecer la orden religiosa de la Madre de Dios, tanto en Italia como en Francia, Mélanie regresó a Lecce Italia. Ella se fue a Messina en Sicilia, por invitación de Annibale di Francia quien le confió por un período limitado de un año la dirección y el rescate de una comunidad religiosa que él había fundado en Messina y cuya remoción es decidida, llegada el 14 de septiembre de 1897, y por fin lleva a cabo esta misión.
Después de unos meses en la región de Piamonte, es invitada a establecerse en el Allier por el padre Gilbert Combe, sacerdote de Diou , muy aficionado a las profecías políticas y religiosas. Aquí es donde termina una autobiografía más bien artificial.
En 1901, Gilbert Combe publicó su versión personal del secreto prohibido de Mélanie con el título Le Grand Coup con su fecha probable, dirigida contra Napoleón Bonaparte y para los Borbones. Se reimprime ne varietur en Lyon, en 1904, unos meses antes de la muerte de Mélanie. Este libro también está incluido en el Índice. 18 y 19 de septiembre de 1902 Mélanie visita la montaña de La Salette por última vez. Luego regresa a Altamura , cerca de Bari en el sur de Italia, donde murió la noche del 14 al 15 de diciembre de 1904. Mélanie Calvat está enterrada al pie de una columna de mármol decorada con un bajorrelieve que representa su bienvenida al cielo por la Virgen María. A lo largo de su vida difícil, Mélanie se mantuvo pobre y piadosa, siempre fiel a su primer testimonio.

### Después de la muerte de Mélanie
En 1906 otra publicación de Combe titulada The Secret of Melanie y la crisis actual se publica a su vez en el Índice. Estas decisiones de la Iglesia causan una gran perturbación en las mentes de los católicos, por lo que la Iglesia está obligada a especificar que el mensaje original, confiado a Maximin y Melanie en 1846, todavía se aprueba y que la prohibición solo se aplica a últimos mensajes, y particularmente la edición de 1872-1873 donde está escrito que Roma perdería la fe y se convertiría en el asiento del Anticristo .
En octubre de 1912, una declaración pública en respuesta a una solicitud del cardenal Louis Luçon, Albert Lepidi op, Maestro del Palacio Sagrado, confirma esta aprobación del mensaje original de 1846.
Una vez más, bajo el pontificado de Benedicto XV, la Iglesia debe dar detalles del caso. El Papa publica una advertencia oficial o pontificia oficial en la que reconoce las muchas versiones del secreto en todas sus diferentes formas, pero prohíbe que los fieles o el clero estudien o discutan sin el permiso de sus obispos. El admonitum afirma además que la prohibición de la Iglesia publicada bajo León XIII conserva su fuerza vinculante.
Desde el Concilio Vaticano II, las reglas relativas a la discusión de visiones se han relajado y se ha eliminado el Índice. El libro de Mélanie fue reeditado y la discusión se reanudó.
Los obispos franceses en general y Monseñor Jacques Marie Achille Ginoulhiac , el nuevo obispo de Grenoble, que tuvo que salir antes del final del Concilio Vaticano por oponerse a la declaración de la infalibilidad papal, es un gran oponente del Secreto, a veces con vehemencia, porque no acepta las advertencias del mensaje sobre las ambiciones políticas de Napoleón III y el lamentable estado infeliz en el que generalmente describe al clero.
Después de su muerte, muchos intentos no logran finalmente establecer órdenes religiosas relacionadas con apariciones.
El semanario católico francés informa (5 de enero de 2011) que Annibale Maria Di Francia la sostuvo por "muy inteligente y con gran penetración mental". San Aníbal, que había conocido Mélanie también es considerado como un gran santo.